# Corneliu Oros
Corneliu "Cornel" Oros, född 5 mars 1950 i Oradea, är en rumänsk före detta volleybollspelare.
Oros blev olympisk bronsmedaljör i volleyboll vid sommarspelen 1980 i Moskva.